# Petrovice, Znojmo
Petrovice là một làng thuộc huyện Znojmo, vùng Jihomoravský, Cộng hòa Séc.